# Never Forget You
〈Never Forget You〉는 스웨덴 가수 자라 라슨과 영국 가수 MNEK의 노래이다. 이 곡은 2015년 7월 22일, 라슨의 두 번째 정규 앨범 《So Good》(2017)의 두 번째 싱글로 텐 뮤직 그룹, 버진 EMI, 에픽 레코드를 통해 영국에서 발매되었다.
이 곡은 라슨의 고국에서 1위를 기록했으며, 추가로 8개국에서 톱 10에 진입했다. 또한 라슨과 MNEK 모두에게 《빌보드》 핫 100 차트 첫 진입곡이 되었으며, 2016년 5월 13위에 올라 두 아티스트 모두에게 해당 차트 최고 순위를 기록했다. 이 싱글은 16개국에서 플래티넘 또는 그 이상의 인증을 받았다. 이후 2021년 5월 21일, 라르손의 세 번째 정규 앨범 《Poster Girl》 서머 에디션의 수록곡으로 오케스트라 버전이 발매되었다.

## 뮤직비디오
〈Never Forget You〉의 뮤직비디오는 2015년 9월 17일에 공개되었다. 내용은 한 소녀가 털이 북슬북슬한 검은색 털로 덮인 커다랗고 친근한 괴생명체와 만나거나, 상상의 친구를 만들어내는 장면으로 시작된다. 이후 소녀가 성장하는 동안에도 그 생명체(혹은 상상의 친구, 배우 크리스 플레밍이 연기)를 늘 떠올리고 함께 시간을 보내는 모습을 담고 있다. 해당 뮤직비디오는 아이슬란드에서 촬영되었으며, 리처드 패리스 윌슨이 연출했다.

## 커버 버전
메탈코어 밴드 Our Last Night가 커버했다.

## 곡 목록
| #  | 제목                 | 재생 시간 |
| -- | -------------------- | --------- |
| 1. | 〈Never Forget You〉 | 3:33      |

| #  | 제목                                                             | 재생 시간 |
| -- | ---------------------------------------------------------------- | --------- |
| 1. | 〈Never Forget You〉 (MNEK VIP)                                  | 6:01      |
| 2. | 〈Never Forget You〉 (LuvBug Remix)                              | 4:43      |
| 3. | 〈Never Forget You〉 (Bearcubs Remix)                            | 4:05      |
| 4. | 〈Never Forget You〉 (Kove Remix)                                | 4:13      |
| 5. | 〈Never Forget You〉 (Mr. Belt & Wezol Remix)                    | 4:55      |
| 6. | 〈Never Forget You〉 (Ragz Originale Remix) (피처링 Nick Brewer) | 3:02      |

## 차트
| 차트 (2015–2016)                        | 최고 순위 |
| --------------------------------------- | --------- |
| 오스트레일리아 (ARIA)                   | 3         |
| 오스트리아 (Ö3 오스트리아 탑 40)        | 44        |
| 벨기에 (울트라톱 50 플랑드르)           | 9         |
| 벨기에 (울트라팁 버블링 언더 왈로니아)  | 11        |
| 캐나다 (캐나디안 핫 100)                | 15        |
| 캐나다 CHR/Top 40 (《빌보드》)          | 8         |
| 캐나다 핫 AC (《빌보드》)               | 45        |
| CIS 에어플레이 (톱히트)                 | 147       |
| 크로아티아 (ARC 톱 40)                  | 20        |
| 체코 (라디오 – Top 100)                 | 69        |
| 체코 (싱글 디지털 Top 100)              | 20        |
| 덴마크 (트랙리스튼)                     | 5         |
| 유로 디지털 송 세일즈 (《빌보드》)      | 11        |
| 핀란드 (수오멘 비랄리넨 리스타)         | 4         |
| 프랑스 (SNEP)                           | 105       |
| 독일 (GfK)                              | 20        |
| 독일 (에어플레이 차트)                  | 27        |
| 아일랜드 (IRMA)                         | 15        |
| 이탈리아 (FIMI)                         | 52        |
| 멕시코 싱글 에어플레이 (《빌보드》)     | 13        |
| 네덜란드 (네덜란드스 탑 40)             | 8         |
| 네덜란드 (싱글 톱 100)                  | 8         |
| 뉴질랜드 (리코디드 뮤직 NZ)             | 6         |
| 노르웨이 (VG-리스타)                    | 2         |
| 폴란드 (폴란드 에어플레이 탑 100)       | 43        |
| 스코틀랜드 (OCC)                        | 12        |
| 슬로바키아 (라디오 Top 100)             | 45        |
| 슬로바키아 (싱글 디지털 Top 100)        | 18        |
| 스페인 (PROMUSICAE)                     | 92        |
| 스웨덴 (스베리예토프리스탄)             | 1         |
| 스위스 (슈바이처 히트파라데)            | 32        |
| 영국 싱글 (OCC)                         | 5         |
| 영국 댄스 (OCC)                         | 1         |
| 미국 《빌보드》 핫 100                  | 13        |
| 미국 어덜트 팝 에어플레이 (《빌보드》)  | 16        |
| 미국 핫 댄스/일렉트로닉 송 (《빌보드》) | 1         |
| 미국 팝 에어플레이 (《빌보드》)         | 5         |
| 미국 리드믹 (《빌보드》)                | 27        |

| 차트 (2015)                    | 순위 |
| ------------------------------ | ---- |
| 오스트레일리아 (ARIA)          | 65   |
| 네덜란드 (네덜란드스 탑 40)    | 95   |
| 스웨덴 (스베리예토프리스탄)    | 47   |
| 영국 싱글 (오피셜 차트 컴퍼니) | 47   |

| Chart (2016)                            | Position |
| --------------------------------------- | -------- |
| 오스트레일리아 (ARIA)                   | 87       |
| 벨기에 (울트라탑 플랑드르)              | 75       |
| 캐나다 (캐나다 핫 100)                  | 45       |
| 독일 (공식 독일 차트)                   | 78       |
| 네덜란드 (네덜란드스 탑 40)             | 45       |
| 네덜란드 (싱글 톱 100)                  | 49       |
| 뉴질랜드 (레코드 뮤직 NZ)               | 42       |
| 스위스 (슈바이처 히트파라데)            | 65       |
| 영국 싱글 (오피셜 차트 컴퍼니)          | 55       |
| 미국 《빌보드》 핫 100                  | 46       |
| 미국 핫 댄스/일렉트로닉 송 (《빌보드》) | 6        |
| 미국 메인스트림 톱 40 (《빌보드》)      | 30       |

| 차트 (2010–2019)                        | 순위 |
| --------------------------------------- | ---- |
| 미국 핫 댄스/일렉트로닉 송 (《빌보드》) | 24   |

## 인증
| 국가                                                            | 인증        | 판매량/출하량 |
| --------------------------------------------------------------- | ----------- | ------------- |
| 오스트레일리아 (ARIA)                                           | 5× 플래티넘 | 350,000       |
| 오스트리아 (IFPI 오스트리아)                                    | 골드        | 15,000        |
| 벨기에 (BEA)                                                    | 플래티넘    | 20,000        |
| 브라질 (Pro-Música Brasil)                                      | 2× 플래티넘 | 120,000       |
| 캐나다 (뮤직 캐나다)                                            | 4× 플래티넘 | 320,000       |
| 덴마크 (IFPI Danmark)                                           | 2× 플래티넘 | 180,000       |
| 핀란드 (Musiikkituottajat)                                      | 플래티넘    | 10,000        |
| 프랑스 (SNEP)                                                   | 골드        | 66,666        |
| 독일 (BVMI)                                                     | 플래티넘    | 400,000       |
| 이탈리아 (FIMI)                                                 | 플래티넘    | 50,000        |
| 네덜란드 (NVPI)                                                 | 4× 플래티넘 | 120,000       |
| 뉴질랜드 (RMNZ)                                                 | 2× 플래티넘 | 30,000*       |
| 노르웨이 (IFPI 노르웨이)                                        | 3× 플래티넘 | 120,000       |
| 폴란드 (ZPAV)                                                   | 2× 플래티넘 | 40,000        |
| 포르투갈 (AFP)                                                  | 골드        | 10,000        |
| 스웨덴 (GLF)                                                    | 5× 플래티넘 | 200,000       |
| 스위스 (IFPI 스위스)                                            | 플래티넘    | 30,000        |
| 영국 (BPI)                                                      | 2× 플래티넘 | 1,200,000     |
| 미국 (RIAA)                                                     | 3× 플래티넘 | 3,000,000     |
| *판매량을 기반으로 한 인증 · 판매량+스트리밍을 기반으로 한 인증 |             |               |